# Hellbillies
Hellbillies är en norsk countryrockgrupp från Ål i Buskerud. Gruppen startade 1990 och har gett ut 16 album fram till 2021.

## Medlemmar
Nuvarande medlemmar
- Lars Håvard Haugen – elgitarr, akustisk gitarr, pedal steel guitar, mandolin (1990– )
- Aslag Haugen – sång, gitarr (1990– )
- Bjørn Gunnar Sando – trummor, slagverk (1990– )

Tidigare medlemmar
- Arne Henry Sandum – basgitarr (1990–2016)[3]
- Arne Moslåtten – flöjt, gitarr, dragspel (1990–2013), text (1990– )

Bidragande musiker (studio/live)
- Lasse Hafreager – keyboard (1993–2000)
- Trond Nagell Dahl – keyboard (2001–2003)
- Lars Christian Narum – keyboard (2003– )
- Egil Stemkens – basgitarr, bakgrundssång (2016– )

Bildgalleri

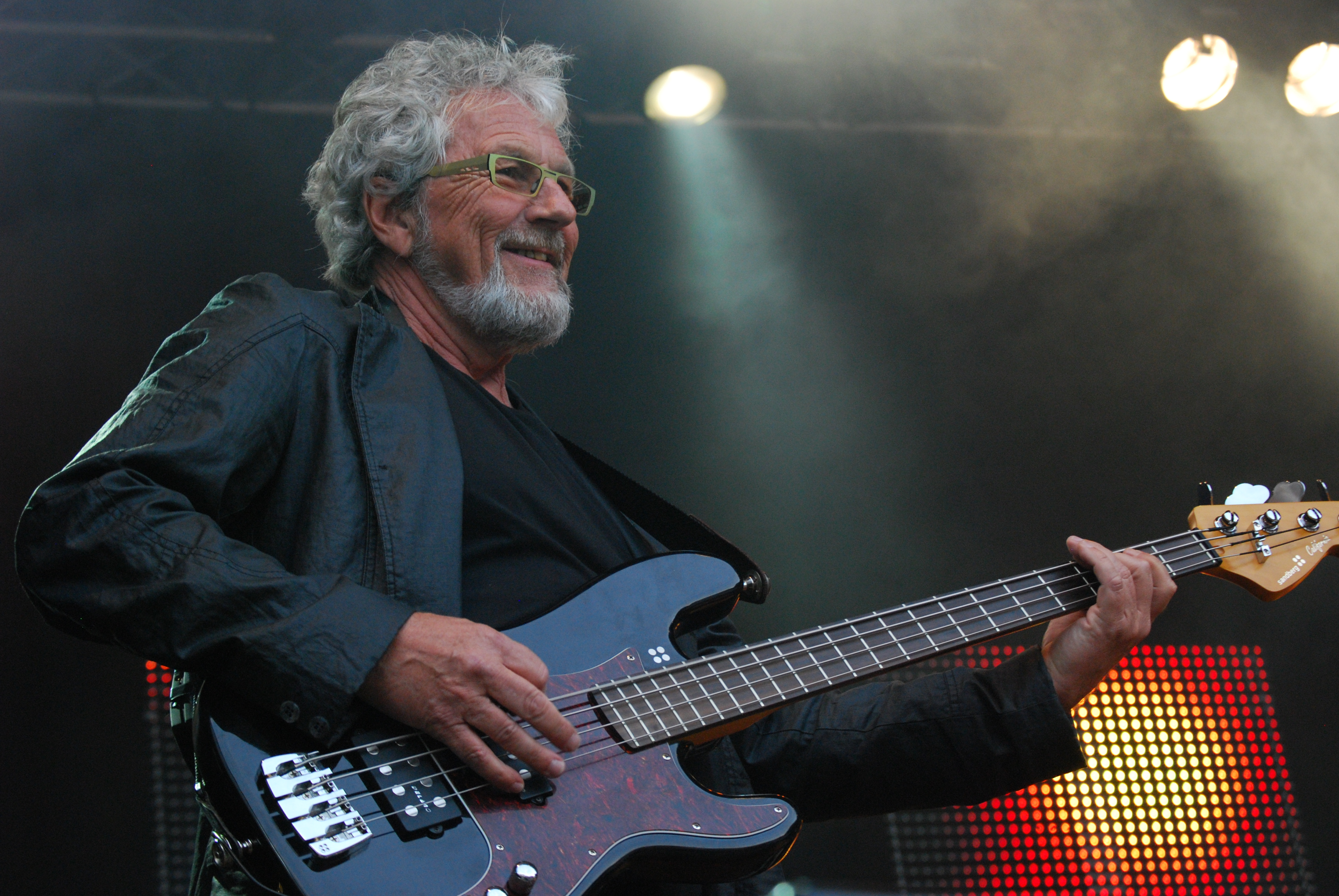
Arne Henry Sandum
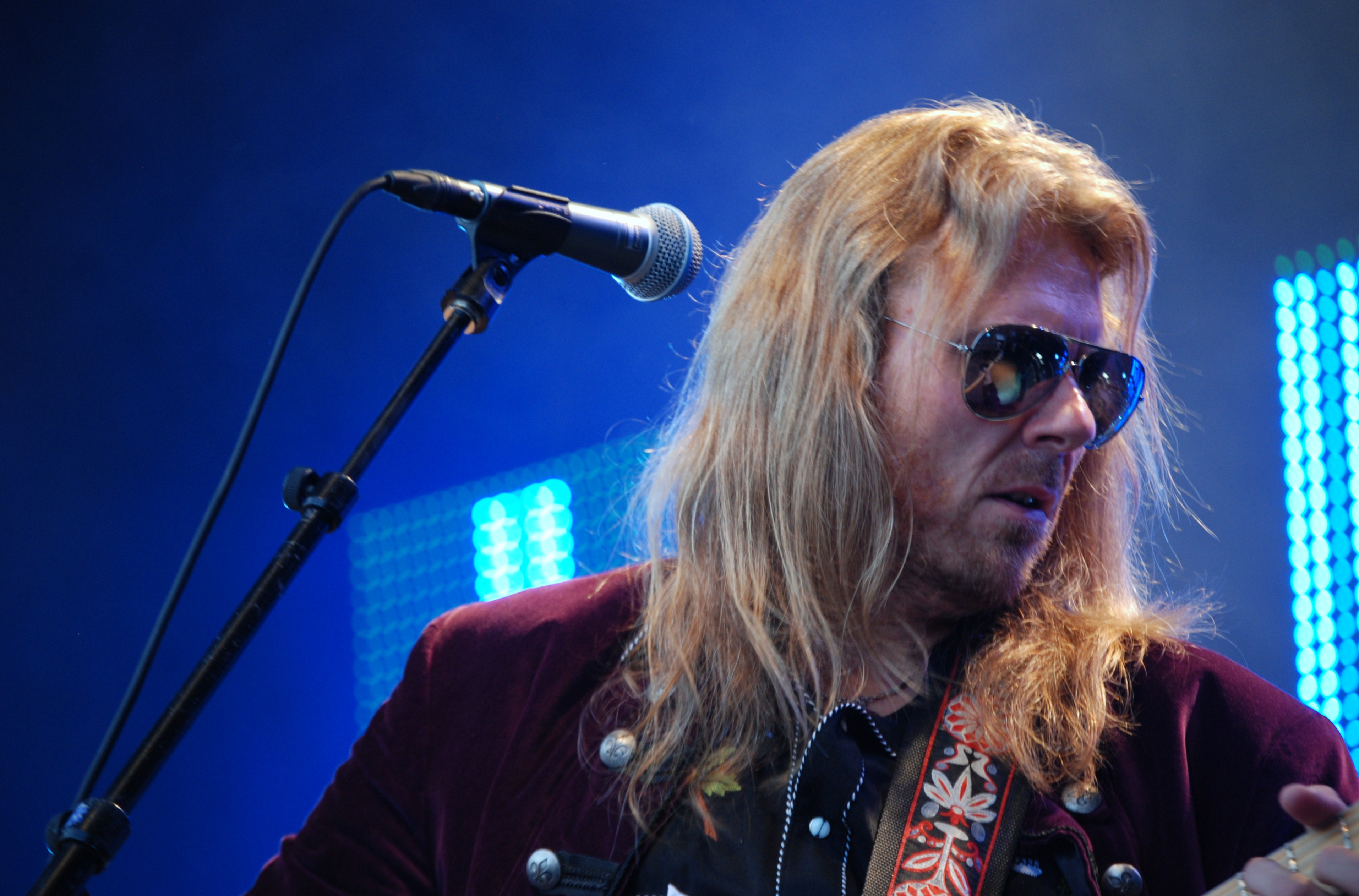
Lars Håvard Haugen
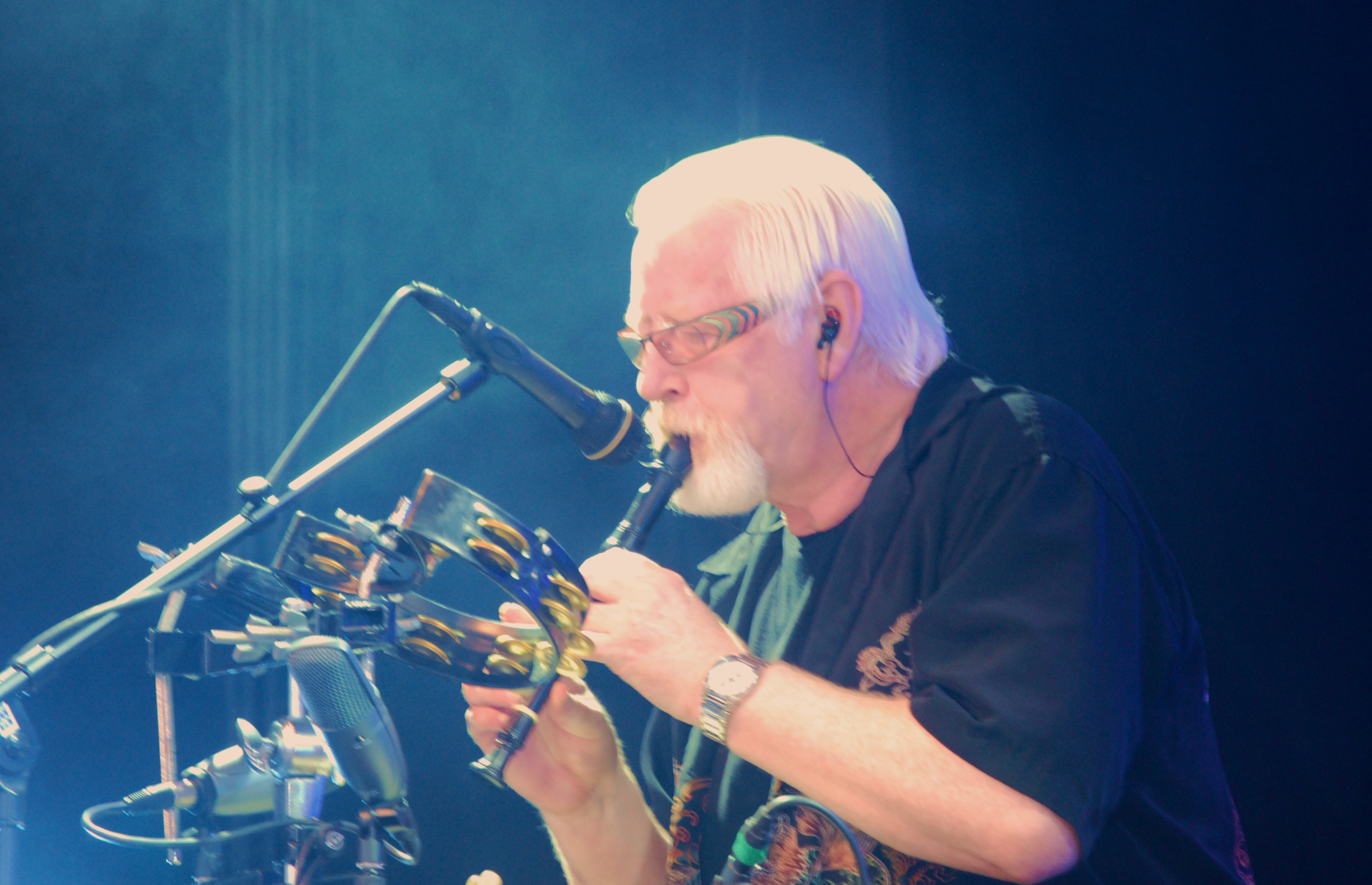
Arne Moslåtten
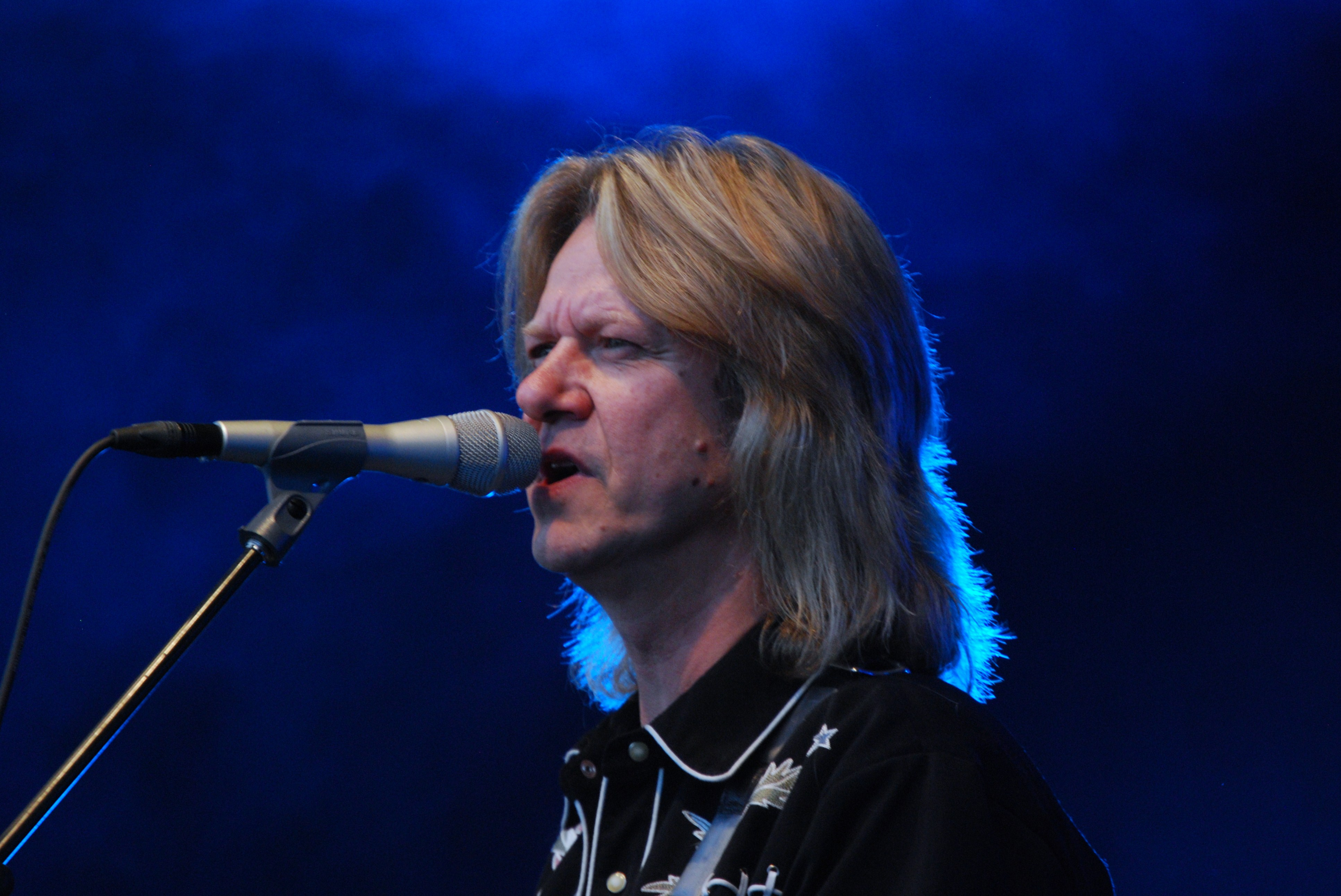
Aslag Haugen
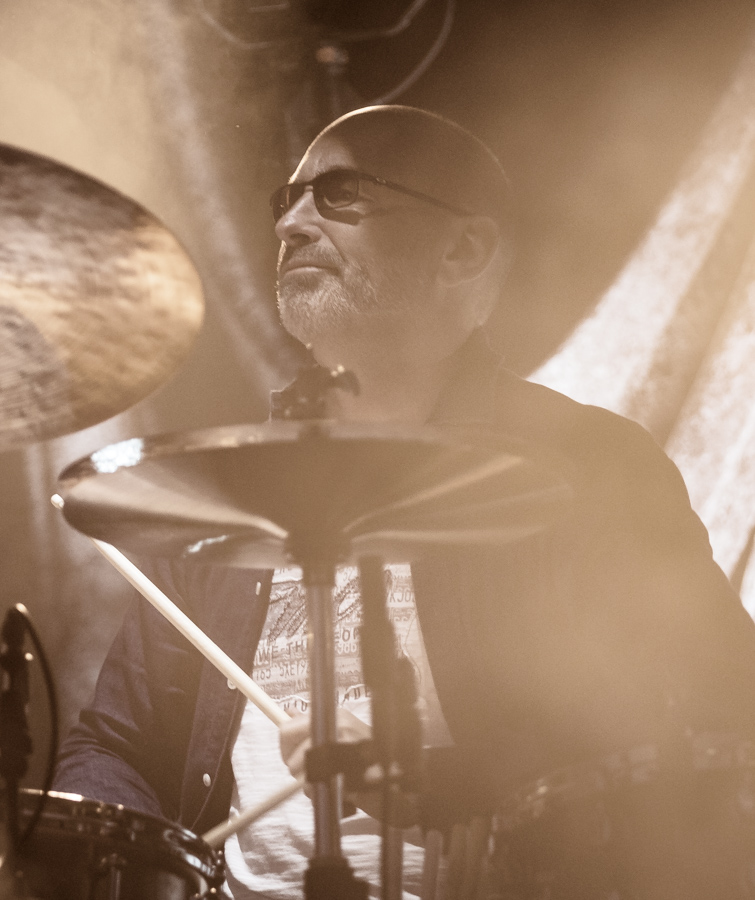
Bjørn Gunnar Sando
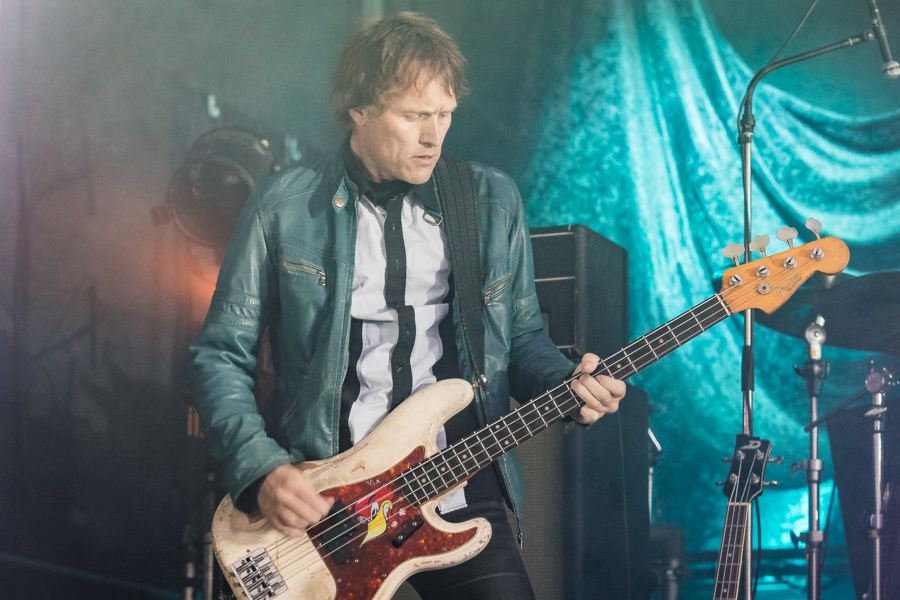
Egil Stemkens

## Diskografi

### Album
- Sylvspente boots (1992)
- Pela stein (1993)
- Lakafant (1995)
- Drag (1996)
- LIVe LAGA (1997) (livealbum)
- Sol over livet (1999)
- Urban Twang (2001)
- CoolTur (2002) (livealbum)
- Niende (2004)
- Røta - Hellbillies' beste (2006)
- Spissrotgang (2007)
- Leite etter Lykka (2010)
- Tretten (2012)
- Levande LIVe (2014) (livealbum)
- Søvnlaus (2016)
- Blå dag (2021)

## Priser och utmärkelser
- 1993 – Spellemannprisen i klassen "Roots & country" för albumet Pela stein [4]
- 2001 – Målprisen[5]
- 2002 – Alf Prøysens Ærespris[4]
- 2007 – Spellemannprisen i klassen "Årets spellemann"[4]
- 2007 – Spellemannprisen i klassen "Country"[4]
- 2009 – Gammleng-prisen i klassen "rock/roots"[4]
- 2010 – Norsk Artistforbunds Ærespris[6]
- 2022 – Spellemannprisen i klassen "Årets hederspris 2021"[4]